# Alaena subrubra
Alaena subrubra är en fjärilsart som beskrevs av Bethune-Baker 1915. Alaena subrubra ingår i släktet Alaena och familjen juvelvingar. Inga underarter finns listade i Catalogue of Life.